# 波恰皮 (拉特涅區)
51°49′12″N 24°53′37″E / 51.82000°N 24.89361°E
波恰皮（烏克蘭語：Почапи），是烏克蘭的村落，位於該國西部沃倫州，由科韋利區負責管轄，始建於1946年，面積0.76平方公里，海拔高度148米，2001年人口132，人口密度每平方公里172.77人。